# Raaba
Raaba est une ancienne commune autrichienne du district de Graz-Umgebung en Styrie. Elle a fusionné depuis le 1er janvier 2015 avec Grambach et est incorporée à la nouvelle municipalité de Raaba-Grambach.